# Афонсу VI
Афо́нсу VI  (порт. Afonso VI; 21 серпня 1643 — 12 вересня 1683) — король Португалії (1656—1683). Представник Браганського дому. Народився у Лісабоні, Португалія. Син португальського короля Жуан IV. Успішно завершив Реставраційну війну (1640—1665). Уклав Лісабонський договір, що визнав незалежність Португалії від Кастилії (1668). Прізвисько — Перемо́жець (порт. o Vitorioso).

## Імена
- Афо́нсу VI (порт. Afonso V; стара орфографія — Affonso) — у португальських джерелах.
- Афо́нсу ІІ Браганський (порт. Afonso V de Bragança) — за герцогським титулом і назвою династії.
- Афо́нсу Жуан, або Афо́нсу Жуа́нович (порт. Afonso João) — по-батькові.
- Афо́нсу Перемо́жець (порт. Afonso, o Vitorioso) — за прізвиськом.
- Афо́нсу VI Португа́льський (порт. Afonso VI de Portugal) — за назвою країни.
- Альфо́нс VI (лат. Alphonsus VI) — у латинських джерелах.
- Альфо́нсо VI (ісп. Alphonso VI) — у кастильських, іспанських джерелах.

## Біографія

### Дитинство
Альфонс народився в родині Жуана IV Відновителя та Луїзи де Гусман. У віці трьох років, Альфонс VI переніс важке захворювання центральної нервової системи, яке паралізувало ліву сторону його тіла, і залишило його на все життя психічно неврівноваженим.
У 1653 році Альфонс став спадкоємцем престолу після смерті свого старшого брата Теодосія.
На момент смерті батька йому було 14 років. Регентство було доручено королеві-матері, жінці розумній та рішучій; навіть після досягнення королем повноліття вона продовжувала правити.
З дитинства Альфонс нічим не займався, погано вчився, не слухався вчителів — він вважав за найкраще компанію вуличних хлопчаків і брав участь у всіх забавах. Ставши королем, він продовжував колишній спосіб життя: роз'їжджав по місту з молодими людьми та пиячив у шинках.

### Правління
Поведінка молодого короля, який не бажав займатися державними справами, викликала обурення не лише простих людей, але й придворних. Фаворит Альфонса, італійський торговець Антоніо Конті, отримав на нього великий вплив та налаштовував короля проти матері. Бачачи це, королева стала підносити свого молодшого сина Педру (майбутнього короля Петра II Спокійного).
У 1662 році під час державної ради вірні королеві вельможі заарештували Альфонса, Конті та інших улюбленців короля. Але переворот не мав успіху. Альфонс втік до Алькантери та почав боротьбу проти матері. Більшість вельмож та армія перейшли на бік короля. Королева Луїза була змушена піти до монастиря. Справи правління перейшли в руки графа Кастелло Мельора — людини розумної та спритної.
У 1666 році Альфонс одружився з Марією Францискою Немурською (1646—1683), молодою та честолюбною дочкою герцога Карла Амадея Савойського-Немурського. Але незабаром вона перестала подобатися королю, і він став відкрито нехтувати дружиною.

### Переворот
Невдоволення правлінням Афонсу зростало. За короткий час навколо молодшого брата короля, Педру, склалася сильна партія, що користувалася підтримкою народу. Незабаром до них долучилася й королева Марія Франциска, яка посварилася з чоловіком.
1 жовтня 1667 року Петро зі своїми прихильниками захопив палац та зажадав, щоб Альфонс прибрав від управління своїх фаворитів. Народ, що оточив палац, вимагав того ж. Король був змушений погодитися.
У листопаді 1667 року його змусили зректися престолу. Кортеси проголосили Педру принцом-правителем. Марія Франциска домоглася розлучення з Афонсу та вийшла заміж за Педру II.
Спочатку Альфонса тримали під вартою в палаці, потім заслали в Терсейру (Азорські острови), а через кілька років дозволили повернутися до Португалії й оселитися в королівському палаці в Сінтрі. Останні роки він провів у стані повної апатії.
Помер 12 вересня 1683 року.

## Родина
Дружина — Марія Франциска Савойська
Діти: не було